# Weinbergrolle
Die so genannte Weinbergrolle ist ein amtliches Verzeichnis sämtlicher Weinlagen, die für die Erzeugung von Wein geprüft und zugelassen sind. Der offizielle deutsche Begriff für die Weinbergrolle lautet Weinberglagenverordnung. Beide Begriffe werden jedoch auch von Amts wegen parallel benutzt. Der mehr umgangssprachliche Ausdruck Weinbergrolle ist auf den Umstand zurückzuführen, dass Dokumente in früheren Jahrhunderten gerollt und nicht gefaltet wurden. Kartenmaterial der Weinbergrolle muss bei Änderungen vierzehn Tage öffentlich ausgelegt werden, um Grundlage für eventuelle Einsprüche gegenüber der jeweiligen Gemeinde erheben zu können.